# Bandiera asturiana
La bandiera asturiana è un drappo azzurro con una Cruz de la Victoria (Croce della Vittoria) dorata che campeggia spostata verso il lato del pennone accompagnata da un'alfa ed un'omega poste sotto i bracci orizzontali della croce.

## Caratteristiche

### Riconoscimento legislativo
La bandiera asturiana è riconosciuta ufficialmente dallo Statuto per l'Autonomia delle Asturie all'articolo 3.1 che sancisce l'ufficialità della bandiera, integrato poi dalla Ley 4/1990, de 19 de diciembre (BOPA nº 6, de 9 de enero de 1991. BOE nº 32, de 6 de febrero de 1991) del 1990, che regola uso, proporzioni e colori della stessa. Lo stesso statuto sostiene:
(Estatuto de Autonomía para Asturias, artículo 3.1)
1. La bandera del Principado de Asturias tendrá una longitud igual a tres medios de su ancho (anexo 1).
2. La Cruz de la Victoria tendrá una altura de dos tercios del ancho de la Bandera (anexo 2).
3. El eje de la Cruz se colocará a una distancia de la vaina de media anchura de la bandera (anexo 3).
4. La bandera del Principado de Asturias, en su forma de gala o de máximo respeto, se confeccionará en tafetán de seda, con la Cruz de la Victoria de oro, guarnecida de piedras preciosas de su natural color y las letras alpha y omega también de oro. (...)»

(Estatuto de Autonomía para Asturias, artículo 3.3)

### Colori
I colori, dapprima identificati solo come azul e amarillo, sono stati specificati con scale più precise contenute nel 5° articolo.
Risultano essere questi:
| Codice  | Azzurro                                 | Giallo                                 |
| ------- | --------------------------------------- | -------------------------------------- |
| CIELAB  | Tono H 260,0; Croma C 45,0; Lumin. 50,0 | Tono H 85,0; Croma C 35,0; Lumin. 60,0 |
| Pantone | Azzurro 829                             | Giallo 109                             |

### Simboli

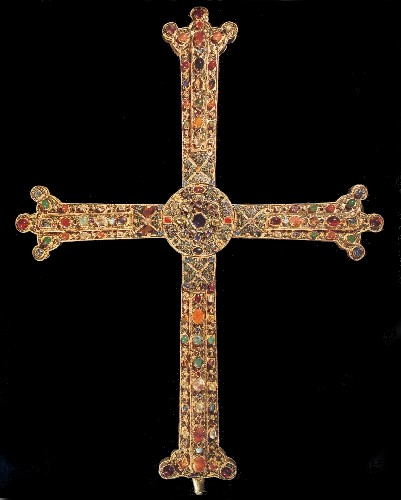
La Croce della Vittoria

Simbolo principale della bandiera asturiana è la Cruz de la Vitoria, elemento caratterizzante di ogni bandiera storica precedente e dell'attuale stemma.
Questa croce, realmente esistente, fu portata in guerra secondo leggenda, precisamente nella Battaglia di Covadonga, da Pelagio delle Asturie. Dopo il conflitto, fu ricoperta d'oro ed incastonata di pietre preziose durante il Regno di Alfonso III, ed è oggi conservata nella Cattedrale di Oviedo. Per la particolare forma dei suoi bracci, è divenuta una figura araldica a sé stante.
Altro elemento sono le lettere greche alfa ed omega, situate sotto i bracci orizzontali della croce, diretto riferimento alle Sacre Scritture laddove dicono, in merito alla grandezza di Dio:
(Apocalisse 1,8)

## Storia
Le Asturie sono state da sempre associate alla famosa Croce della Vittoria, tuttavia esistono emblemi anche anteriori.
- La bandiera reale di Ramiro I delle Asturie, era una bandiera simile alle croci scandinave attuali di stato, con la coda di rondine. In realtà richiama i motivi cristiani, affini anche ai Crociati, dato che Ramiro fu uno dei principali artefici della Reconquista.
- L'emblema del Regno delle Asturie, una croce latina, accompagnata da un'alfa ed un'omega sono la prima e l'ultima lettera dell'alfabeto greco e simboleggiano l'inizio e la fine.